# Chiesa di San Marco Evangelista (Valeggio sul Mincio)
La chiesa di San Marco Evangelista è la parrocchiale di Borghetto, frazione di Valeggio sul Mincio, nella provincia e diocesi di Verona; fa parte del vicariato di Villafranca-Valeggio. 
La chiesa si trova a poca distanza dal fiume Mincio, sulla sinistra orografica. La fondazione risale al X-XI secolo; l'edificio ora visibile è però frutto di numerosi interventi e modifiche effettuati nel corso dei secoli.

## Storia

### Testimonianze romaniche

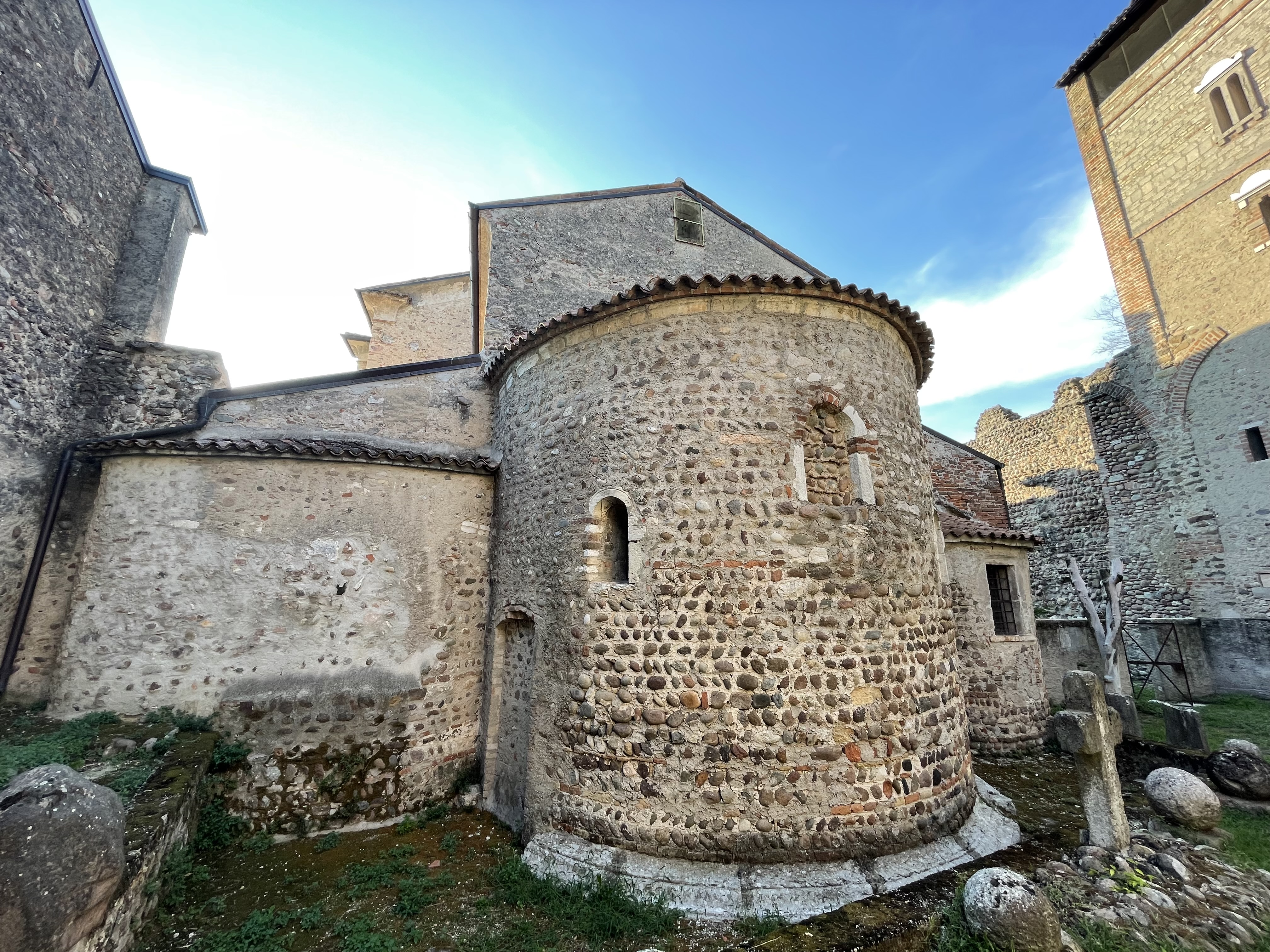
Le tre absidi di origine romanica

Il primo insediamento, dedicato a Santa Maria, risale molto probabilmente al X-XI secolo, come testimoniano i muri della canonica e quelli della chiesa, sopravvissuti in parte nella versione romanica.
La dedica a Santa Maria è tipica della zona, come testimoniato dalla presenza di numerose altre chiese dedicate alla Beata Vergine Maria.
La chiesa era di diritto privato e feudale e quindi non poteva essere nominata pieve: apparteneva per investitura imperiale ai monaci benedettini di S. Prospero di Reggio Emilia che detenevano anche i diritti del passo sul Mincio.
In numerosi documenti viene citata, come chiesa con funzione autonoma, un'antica venerabile pieve di Valeggio: non è sempre stato chiaro quale, fra le chiese di Valeggio, potesse essere stata in passato identificata in questo modo. Studi recenti confermano però che la pieve non era la chiesa di Borghetto ma la chiesa di San Pietro, parrocchiale di Valeggio. Inoltre, la chiesa di Borghetto non poteva essere considerata una vera e propria pieve a causa della mancanza di un arciprete, nonostante la presenza di un proprio cimitero.
Della chiesa romanica sopravvivono alle aggiunte e alle modifiche successive due finestre absidali che erano utilizzate per il calcolo equinoziale della Pasqua. Al periodo romanico risalgono anche porzioni di fondamenta oltre a parti della navata nord e del muro di un deposito, sempre orientato a nord. Si ritiene che la chiesa romanica fosse più lunga rispetto alla parte di essa che si può osservare ora. Le tre absidi visibili dal cimitero sul retro della chiesa fanno pensare che la chiesa fosse suddivisa in tre navate, probabilmente divise da colonne e archi.

### La chiesa scaligera
Il nucleo di Borghetto divenne, nel XIV secolo, proprietà degli Scaligeri. Con esso, gli Scaligeri acquisirono i diritti su chiesa, castello e cimitero. L'acquisizione fu fatta tra il 1324 e il 1331 dal fattore scaligero Giovanni del Leone escludendo però i monaci di Borghetto. Solo nel 1355 si completò l’investitura: gli scaligeri acquisirono il ponte di legno, insieme alla possibilità di riscuotere i pedaggi per il passaggio sul  fiume attraverso lo stesso ponte. Questo fatto diede agli Scaligeri il controllo completo del passo del Mincio in quel punto.

### Primo periodo veneto

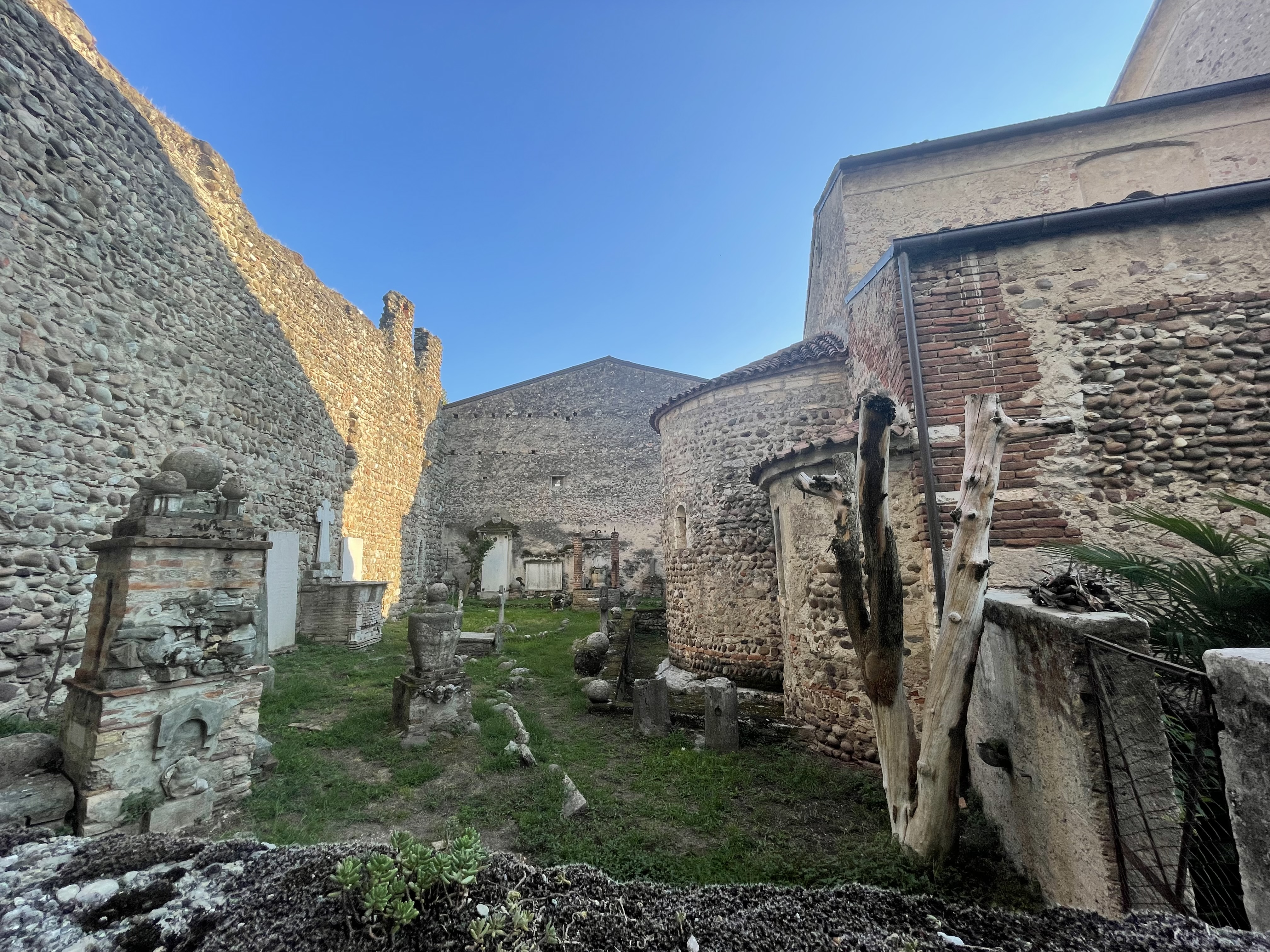
Il cimitero in cui sono state poste le lapidi prima interne alla chiesa

Successivamente all’abbandono del borgo da parte degli Scaligeri e con l'arrivo dei Visconti agli inizi del Quattrocento, la chiesa divenne proprietà della comunità, anche se alcuni privati conservarono il diritto sulle cappelle e del passo sul Mincio. La chiesa divenne di fatto una cappella della pieve di Valeggio.
Anche se le informazioni sul XV secolo sono poche, la chiesa ebbe un periodo fortunato, tanto da essere citata come parrocchia, nel 1526, nelle visite pastorali. Lo status di parrocchia indipendente fu in realtà solo temporaneo: successivamente al 1526 venne confermata la sua identità di cappella della pieve di Valeggio.
La chiesa di Borghetto era denominata "Santae Mariae del Borghetto", o "della Mason". Quest'ultimo è un termine di origine templare che significa 'tempio': per questo la chiesa può anche essere identificata come chiesa di Santa Maria del Tempio.
La chiesa del primo periodo veneto era una somma di ampliamenti e modifiche della chiesa romanica. Con ogni probabilità, raggiungeva già la lunghezza della chiesa attuale, ma era più bassa. Dell’edificio dell'epoca dei Visconti si possono ancora osservare alcuni affreschi. Il primo, nella navata nord, ha come soggetto San Bartolomeo, un altro, nel presbiterio, rappresenta San Domenico e San Francesco. Infine, sono visibili affreschi nelle cappelle di Santa Maria, del Santissimo Sacramento, e di Sant’Antonio.
Nel primo periodo veneto la chiesa presenta ancora tre navate che sono state ridotte a una dopo il 1670. Sono state infine rimosse le tombe interne, le cui lapidi sono state spostate nel cimitero adiacente. Erano presenti cinque altari privati, appoggiati alle pareti. Uno di questi, collocato verso la porta, era dedicato alla Madonna della Mason. Esternamente era presente un altro altare dedicato alla B. V. della Mason, successivamente chiuso: l’immagine dipinta fu spostata nella cappella della B. V. Maria.

### Secondo periodo veneto - La prima chiesa di San Marco Evangelista

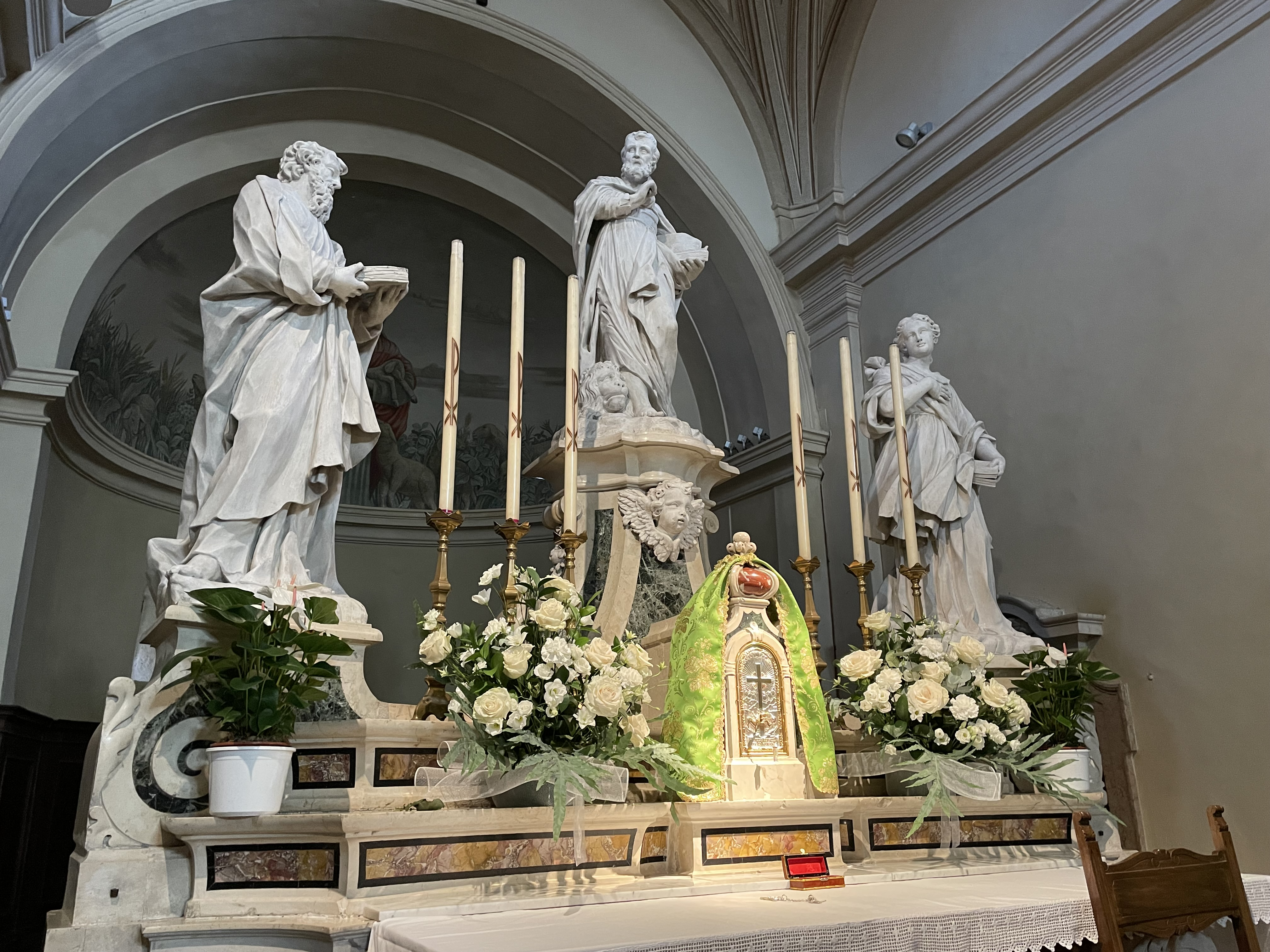
L'altare maggiore dedicato a San Marco Evangelista

Dopo i lavori di restauro della parte antica, conclusi nel 1594, il vescovo intervenne per cambiare l’intitolazione della chiesa: da quel momento la chiesa di Borghetto e il suo altare maggiore furono dedicati a San Marco Evangelista. La scelta della titolatura potrebbe essere derivata da una dedica a Venezia e al vescovo veneziano, oppure dalla presenza di un’antica statua del Santo.
Si hanno testimonianze di un saccheggio da parte dei Lanzichenecchi nel 1635, evento che portò numerosi danni all’edificio. Come riportato in un documento sulle visite pastorali, la chiesa di Borghetto risultava 
 e 
 e ancora 
Nel 1670 circa, il vescovo concesse l’ampliamento del fornice in mezzo alla chiesa: le tre navate vennero ridotte a una e la cappella della B. V. Maria della Mason fu ampliata nel 1720. La facciata appariva così composta: erano presenti la porta con due finestre laterali ed una apertura tonda nella parte superiore. La chiesa presentava due sagrestie.
Il numero degli altari rimase invariato, con l’altare maggiore che presentava una pala dipinta su muro ed era dedicato a San Marco Evangelista.

### La chiesa attuale
La chiesa visibile oggi risulta essere un ampliamento in altezza della precedente, con navata unica e una nuova facciata. Questa versione si rifà a progetti iniziati nel 1670 e nel 1720 e fu conclusa con il rifacimento della facciata nel 1759: della chiesa medievale e di quella barocca rimangono osservabili pochissime parti.
Storicamente l’edificio ha subito numerosi danni a causa delle battaglie napoleoniche degli anni 1796, 1800 e 1814, combattute a Valeggio e sul ponte di legno dalle sponde opposte del Mincio, e a causa del ripetuto passaggio degli eserciti.
Nel periodo francese la chiesa viene modificata ulteriormente con l’ampliamento delle cappelle e la realizzazione della volta a tutto sesto.
Le piene del Mincio, al tempo violente e poco controllate (data la mancanza della diga nei pressi di Monzambano-Salionze, entrata in funzione solo nel 1960), rendevano difficoltoso il passo del fiume e il collegamento con Valeggio. Questa situazione portò la comunità di Borghetto a voler diventare parrocchia autonoma da Valeggio e alla costruzione del nuovo cimitero, oltre il fiume, in uso dal 1883. Nel 1926 il curato Lorenzo Dall’Agnola viene nominato rettore e viene istituita così la rettoria a Borghetto, che diventerà parrocchia, insieme alla chiesa nella frazione di Vanoni-Remelli, solo il 22 ottobre 1952. Sempre nei primi anni cinquanta del Novecento, viene acquistata la nuova canonica, sulla stessa sponda del Mincio rispetto alla Chiesa e non più oltre il fiume.

## Descrizione

### Esterno

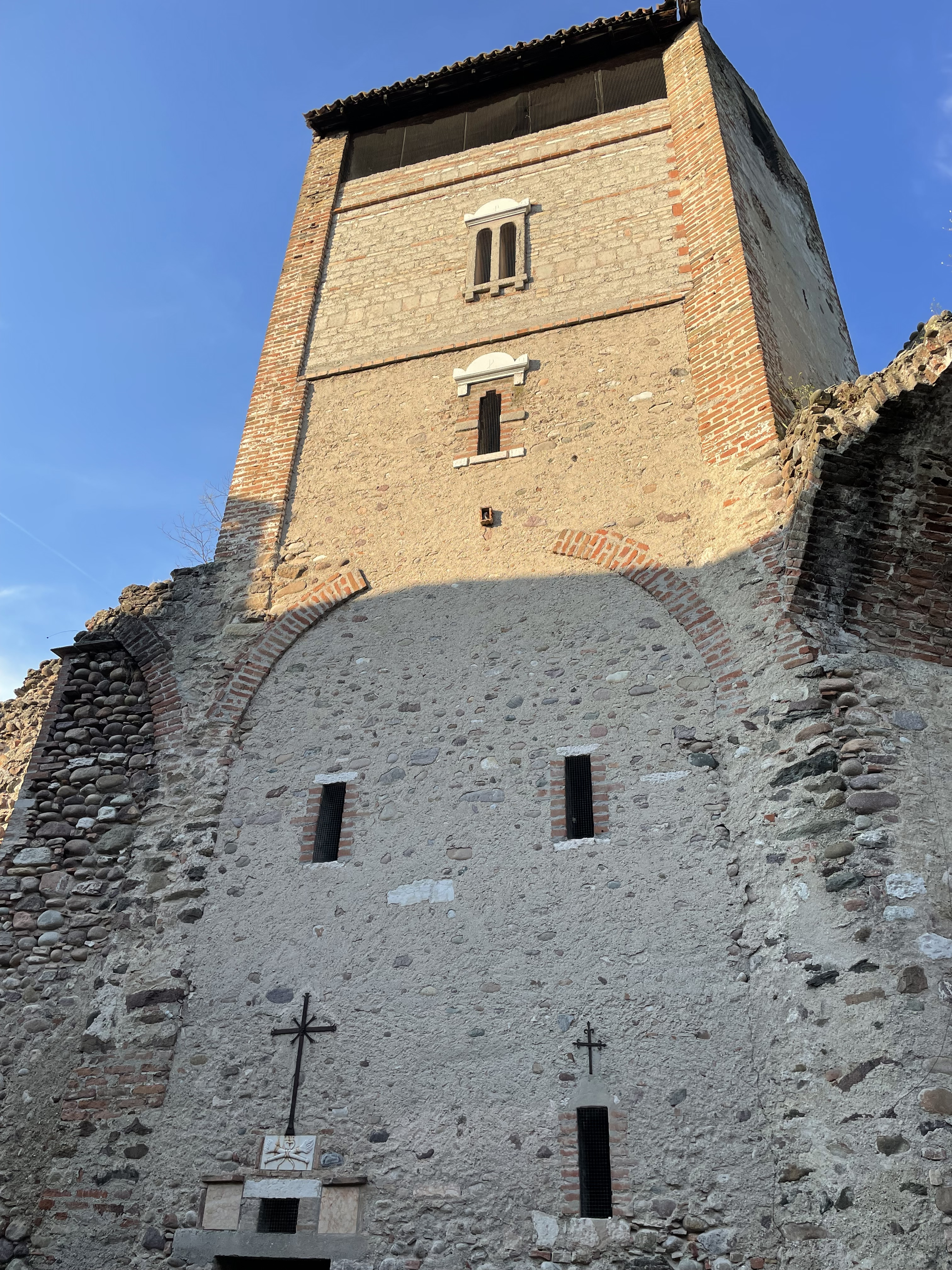
Il campanile nel cortile sul retro

La facciata, in stile neoclassico, è visibile dal ponte di legno. Appare molto semplice, con solo una croce sulla cuspide della facciata ed un leone, simbolo di San Marco, oltre all’iscrizione:
Il timpano è abbozzato, non concluso alla base e chiuso in alto dai cornicioni e dagli spioventi del tetto. È sorretto da capitelli e lesene.
Un secondo timpano si trova sopra la cornice, in marmo, della porta d’ingresso, posta in cima a 4 gradini. La porta e la bussola, in legno, risalgono ai primi anni dell’Ottocento.
La chiesa è dotata di campanile di epoca scaligera, posto sulla sinistra dell’edificio. che inizialmente era una delle torri del castello. Il campanile ospita un concerto di sei campane, la maggiore delle quali in Sib3. Le dediche delle campane sono (in ordine di dimensioni decrescente): Cristo Risorto, Maria Regina della Pace, San Giuseppe, San Marco, Santi Pietro e Paolo, Papa Giovanni Paolo II. Oltre al concerto, è presente una campana scaligera risalente al 1381, una delle più vecchie della provincia, che suona solo in dodici feste annuali prefissate.
Fra i capitelli legati alla chiesa, di notevole importanza è quello posto alla sinistra dell’entrata: qui era posta una statuetta lignea, opera di Silvio Rigetti, che raffigurava la Madonna di Borghetto. Dopo il furto della statuetta avvenuto il 15 settembre 1971, essa è stata sostituita nello stesso anno da un affresco realizzato da Federico Bellomi, sistemato dietro una grata.

### Interno e opere

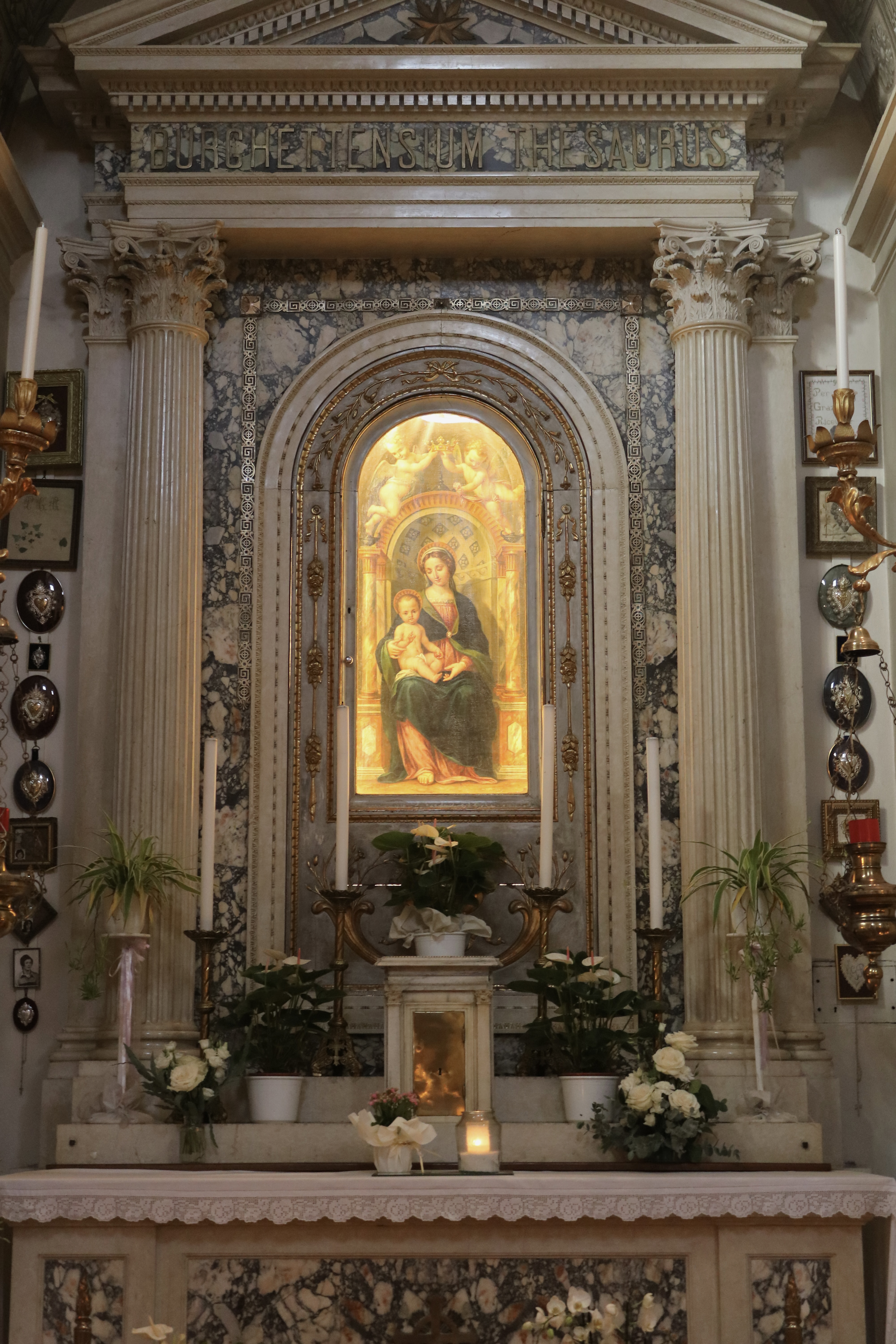
La Madonna di Borghetto

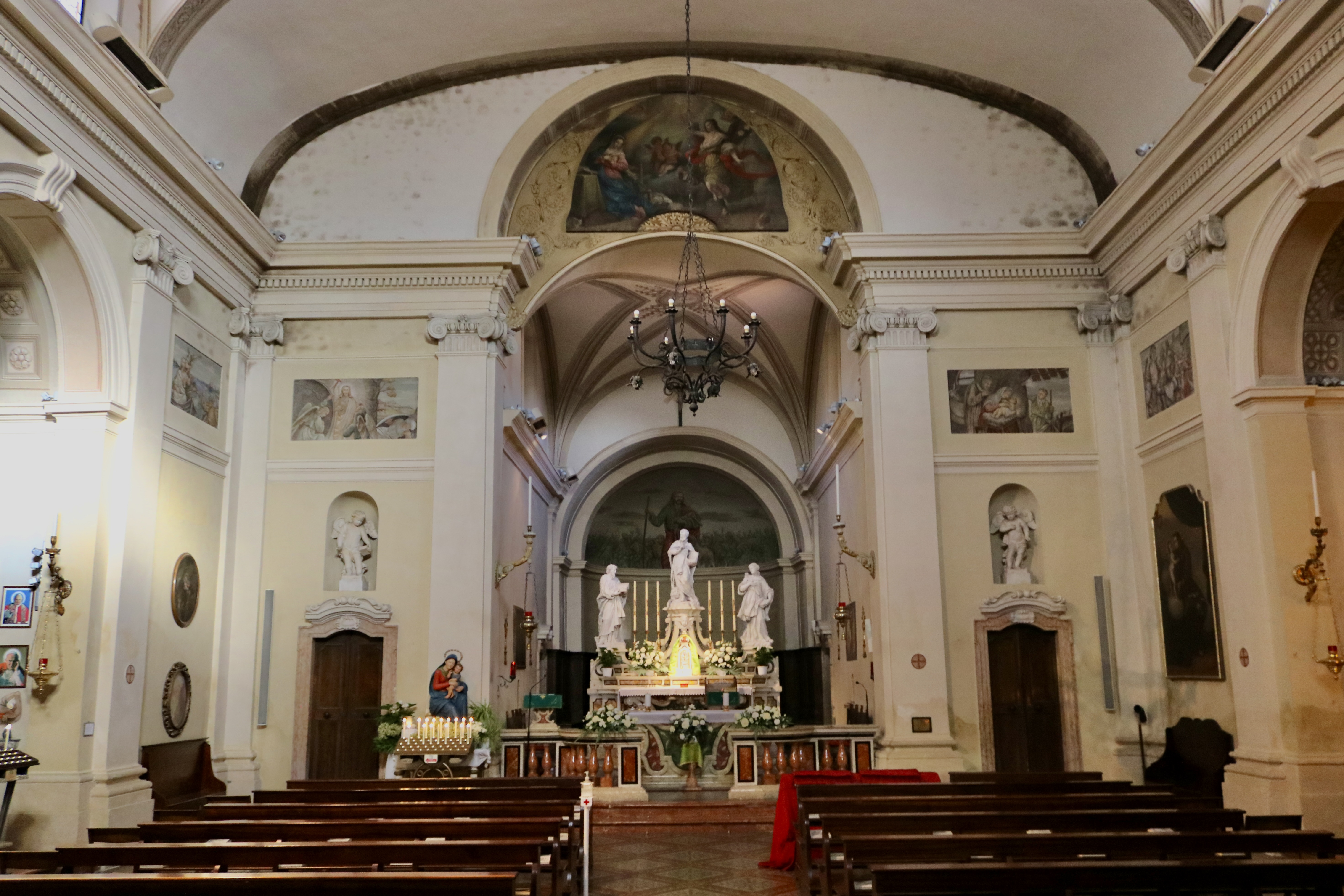
La navata unica

La chiesa, a navata unica, presenta 4 cappelle: a sinistra a partire dal fondo dedicate a S. Maria di Borghetto e a san Giuseppe, a destra, sempre dal fondo, a S. Antonio da Padova e a Cristo crocifisso.
La prima presenta un altare in stile neoclassico, sovrastato da una raffigurazione, realizzata da Giovanni Battista Caliari e risalente al 1835, della Vergine in trono con bambino sulla sua destra. Dietro questa tela sono presenti i resti dell'affresco originale della Madonna della Mason, che è stato rovinato irreversibilmente nel 1720, quando si tentò di spostarlo nel nuovo altare. L'immagine della Madonna è cara agli abitanti di Borghetto: per questo, è possibile notare numerosi ex voto sulle pareti Sulle pareti a fianco della teca che protegge il dipinto.
La cappella dedicata a san Giuseppe presenta, oltre alla statua del santo con bambino, la raffigurazione di una corona del rosario, particolare che ricorda la vecchia titolazione alla Madonna della Neve. 
Nel primo altare a destra, dedicato a S. Antonio, si trova una pala settecentesca in cui compaiono Maria con bambino e numerosi santi, fra i quali sant’Antonio e san Francesco.
Infine, nella quarta ed ultima cappella è posto un crocifisso ligneo risalente al Seicento, sovrastato da una struttura barocca.
L’altare maggiore fu intitolato a S. Marco Evangelista nel 1594. L’altare presente ora risale al 1809, data che corrisponde alla ricollocazione da altra chiesa ed è riportata sul retro della struttura. Su di esso sono poste le statue dei santi patroni: san Marco al centro, san Barnaba Apostolo e santa Concordia ai lati. Le tre statue sono in pietra gallina veronese e quella di san Marco appare più recente delle altre due. Una seconda statua di san Marco Evangelista è posizionata nel coro, posto nell’abside. Pur essendo molto antica, a causa della mancanza di menzioni all’interno dei documenti sulle visite pastorali, è di difficile datazione. È molto probabile che fosse presente a Borghetto nel 1594 e che abbia influito nella scelta del nuovo titolare della chiesa.
Sono presenti numerosi affreschi, di cui alcuni risalgono ad epoca gotica o barocca. Sono andati perduti, invece, gli affreschi romanici.
ul muro di sinistra in un tondo, si può osservare un frammento di un affresco dedicato a san Bartolomeo. Un affresco raffigurante san Francesco e san Bernardino da Siena è stato ora ricollocato in presbiterio: è di forma rettangolare e faceva sicuramente parte di un affresco più grande, probabilmente quattrocentesco. Nell’abside è raffigurato il Buon Pastore, con una pecorella in braccio e il gregge attorno a sé, opera novecentesca di Pino Saoncella. Dello stesso artista si possono osservare 10 scene tratte dal Vangelo, poste sotto alle finestre della navata. Infine, è possibile osservare una tela raffigurante l’Annunciazione, posta sull’arco del presbiterio. È di forma semicircolare ed è circondata da un affresco con fantasia vegetale. Il quadro, una volta posto sopra la porta principale, raffigura Maria in preghiera sulla sinistra, con l’arcangelo Gabriele sulla destra. Al centro compaiono degli angeli e una colomba, simbolo dello Spirito Santo.